# Grammia gelpkey
Grammia gelpkey är en fjärilsart som beskrevs av Franz Dannehl 1928. Grammia gelpkey ingår i släktet Grammia och familjen björnspinnare. Inga underarter finns listade i Catalogue of Life.